# Chiesa di San Giovanni Elemosinario

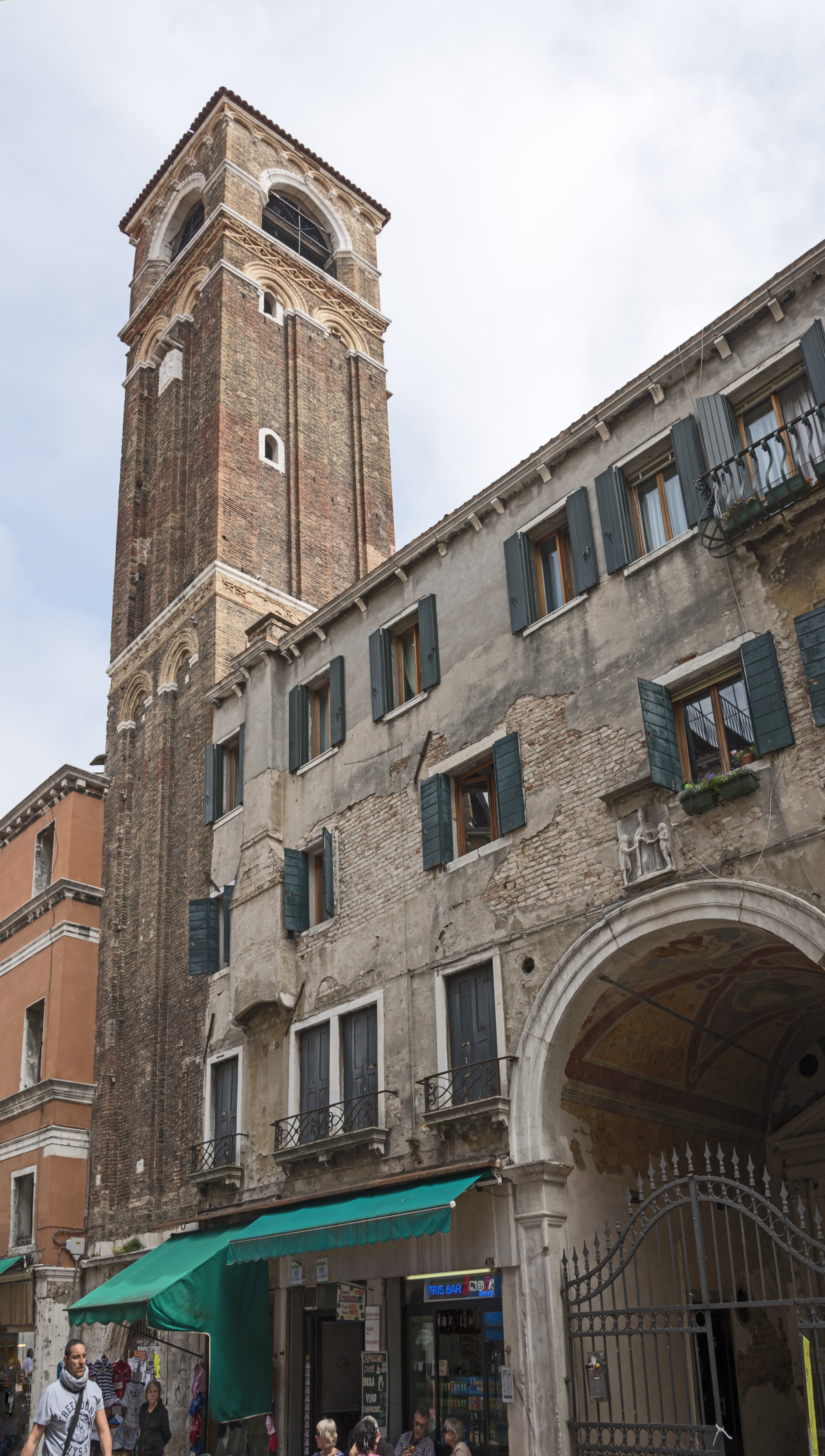
Chiesa di San Giovanni Elemosinario

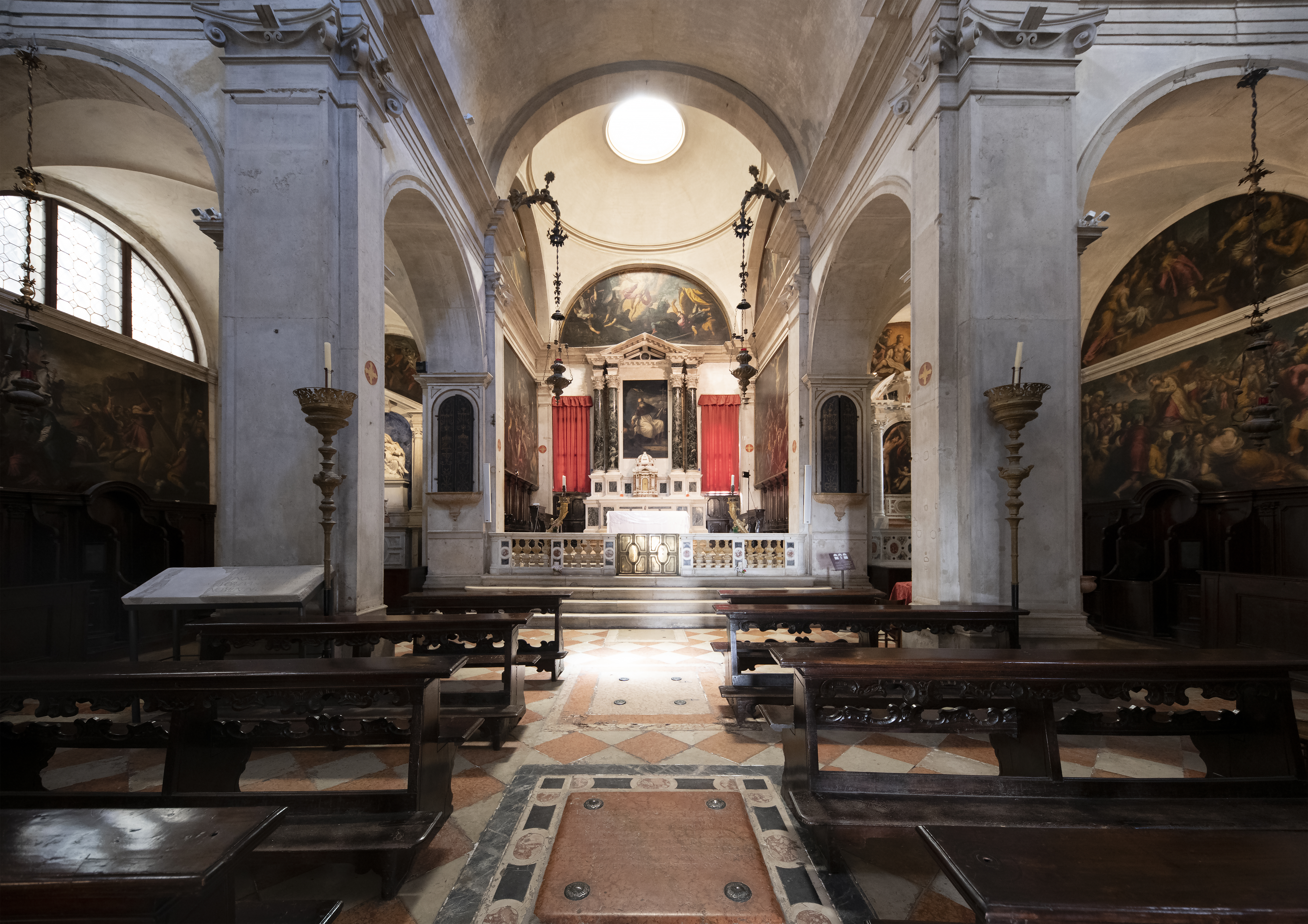

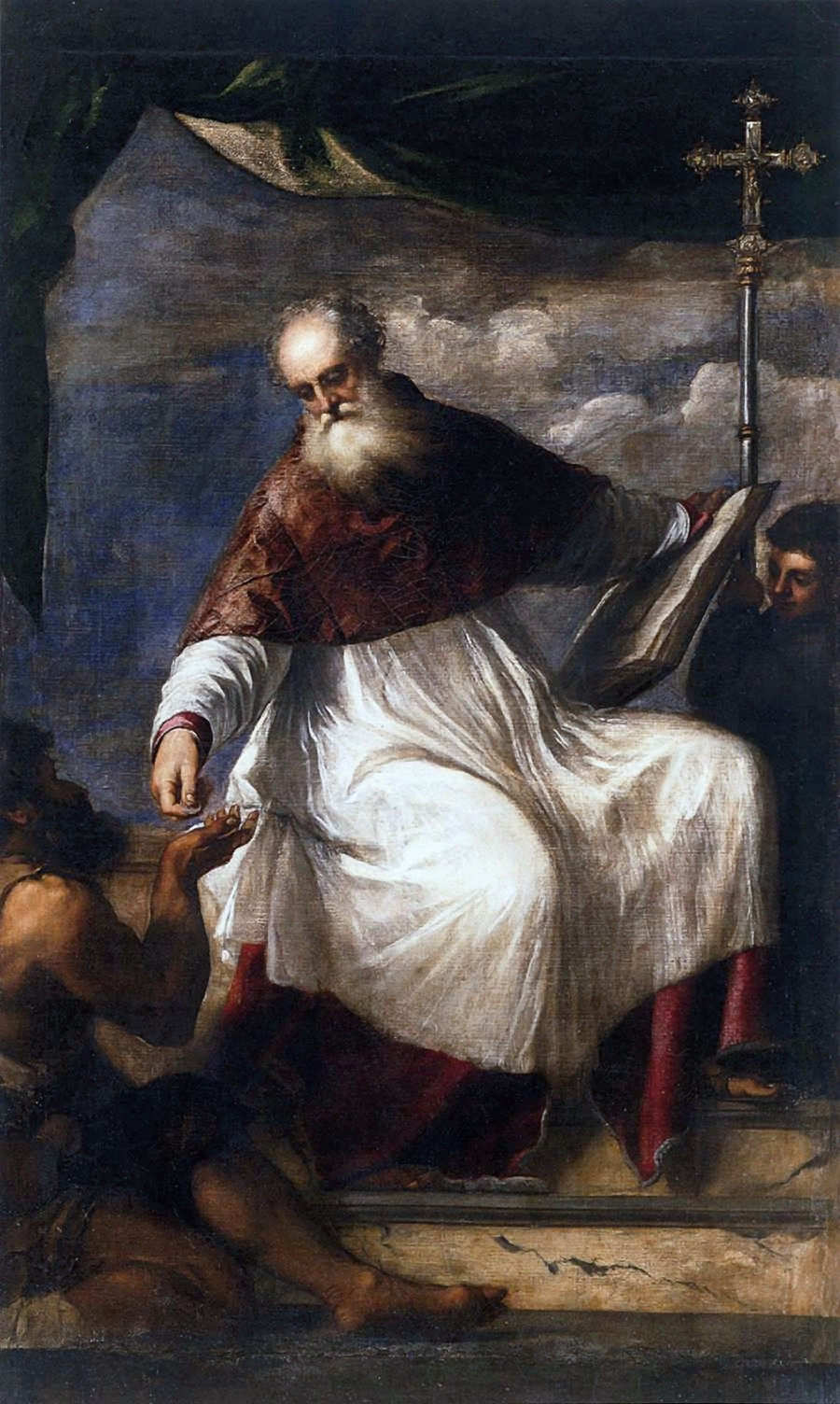
San Giovanni Elemosinario, altaarstuk van Titiaan

De Chiesa di San Giovanni Elemosinario is een katholieke kerk in de sestiere San Polo in de Italiaanse stad Venetië. De kerk, in de directe omgeving van de Rialtobrug is lokaal ook gekend als de San Zuane de Rialto. De beschermheilge is Giovanni Elemosinario, Johannes de Aalmoesgever, de patriarch van Alexandrië in Egypte van het begin van de 7e eeuw
Een kerk was op de locatie aanwezig nog voor 1071. Bij de grote brand van het eiland Rialto op 10 januari 1514 werd de toenmalige kerk volledig vernietigd.
De reconstructie van het hele Rialto-gebied werd vervolgens toevertrouwd aan de architect Antonio Abbondi, bekend als Scarpagnino, die ook de reconstructie van de kerk in pure renaissancestijl ontwierp. Hij koos er voor de kerk in te voegen in een enkele bouwvolume van uniforme en aaneengesloten paleizen. De bouw werd aangevat in de eerste jaren van bestuur van de doge Andrea Gritti en kon in 1531 voltooid worden.
De kerk werd rijkelijk verfraaid met kunstwerken van de grootste kunstenaars van die tijd, zoals Titiaan, Jacopo Palma il Giovane en Giovanni Antonio de' Sacchis alias Il Pordenone. Titiaan schilderde het altaarstuk voor het hoofdaltaar, de San Giovanni Elemosinario, die Johannes de Aalmoesgever afbeeldt terwijl hij aalmoezen uitdeelt.
Een grootscheepse restauratie, ook voor het aanpakken van vochtproblemen, liep van 1982 tot 1 maart 2001. Enkel het schilderij Eraclio che porta la croce a Gerusalemme van Palma il Giovane vergde zo'n ingrijpende herstellingen dat het pas op 1 februari 2002 terug naar zijn locatie in de kerk terug getransporteerd kon worden.